# Comuna Voskresenka, Prîazovske
Voskresenka (în ucraineană Воскресенка) este o comună în raionul Prîazovske, regiunea Zaporijjea, Ucraina, formată din satele Ivanivka, Novomîkolaivka și Voskresenka (reședința).

## Demografie
Componența lingvistică a comunei Voskresenka
     Ucraineană (89,43%)
     Rusă (8,02%)
     Alte limbi (0,91%)
Conform recensământului din 2001, majoritatea populației comunei Voskresenka era vorbitoare de ucraineană (89,43%), existând în minoritate și vorbitori de rusă (8,02%).